# Hanuka
Hanuka ali praznik luči (hebrejsko חֲנֻכָּה,angleško Hanukkah, Chanukah ali Chanuka) je pomemben judovski praznik, ki obuja spomin na obnovo in ponovno vzpostavitev delovanja jeruzalemskega templja v 2. stoletju pr. n. št. v času makabejskih vojn; prične se 25. kisleva po hebrejskemu koledarju (po Gregorijanskemu koledarju je to čas konec novembra do konca decembra) in traja 8 dni (do 2. ali 3. teveta; mesec kislev ima lahko 29 ali pa 30 dni). Po legendi oz. spominu na ta zadnji dogodek v vojni naj bi bilo zalog oljčnega olja, ki je bil nujna sestavina za pravilno opravljanje bogoslužja v templju, dovolj le za en dan. Kot po čudežu pa je olje zadostovalo za celih 8 dni, ravno dovolj dolgo, da je bilo moč pripeljati nove zaloge. 
To so Judje razumeli kot čudež, zato hanuka opominja vernike, naj čudeže iščejo v svojemu vsakdanu.
Dandanes Judje po vsem svetu obujajo spomin na ta čudež tako, da vsak večer prižgejo (navadno z desne proti levi, od vzhoda proti zahodu) dodatno svečko na posebnem deveteroramnem svečniku, imenovanem hanukija ali hanuka menora. Najprej se prižge sveča, ki stoji na sredi (t. i. sveča služabnica) in z njo nato prižigajo vse ostale. 
Ob prižiganju sveče se zrecitirajo 3 oz. 2 blagoslova, mdr. "Blagoslovljen si ti, Gospod, naš Bog, kralj sveta, ki si nas posvetil s svojimi zapovedmi in nam zapovedal prižgati svečo za hanuko."
V preteklosti so starejši dajali otrokom na ta praznik simbolično žepnino (Hanuka Gelt), danes večinoma darila. Jedo se krofi ter predvsem hrana, cvrta v olivnem olju, kar naj bi simboliziralo olje v Templju. Pleše se, igrajo se družabne igre, mdr. igre z vrtavko im. tudi Dreidel, in poje se (vesele) pesmi Arhivirano 2008-10-11 na Wayback Machine., mdr. Oh Chanukah, I Have a Little Dreidel, Al Hanisim, etc.

## Praznik luči v Sloveniji
Prižiganje svečnika hanukija poteka v organizaciji Društva za judovsko kulturo Isserlein, s podporo Veleposlaništva države Izrael in v sodelovanju z Judovsko skupnostjo Slovenije. Prvič je bil dogodek izveden javno v letu 2009 na ploščadi pred gostilno Figovec v Ljubljani, v letu 2010 je prižiganje sveč potekalo 6. 12. v zaprtem krogu v Klubu Cankarjevega doma, Ljubljana.

## Čas začetka praznovanja v prihodnjih desetih letih
- December 1, 2010
- December 20, 2011
- December 8, 2012
- November 27, 2013
- December 16, 2014
- December 6, 2015
- December 24, 2016
- December 12, 2017
- December 2, 2018
- December 22, 2019
- December 10, 2020